# 无叶飘拂草
无叶飘拂草（学名：Fimbristylis aphylla）为莎草科飘拂草属下的一个种。

## 扩展阅读
維基物種上的相關：无叶飘拂草